# Городище (Каменецкий район)
Городище (бел. Гарадзішча) — деревня в Каменецком районе Брестской области Белоруссии. Входит в состав Дмитровичского сельсовета. Население — 26 человек (2019).

## География
Городище находится в 7 км к северо-западу от города Каменец. Местность принадлежит к бассейну Вислы, в деревне начинается небольшой ручей, впадающий в реку Лесная. Через деревню проходит местная автодорога Каменец — Януши, ещё две местные дороги ведут в соседние деревни Робенка и Ходосы.

## История
В селе сохранилась деревянная Петропавловская церковь, построенная по одним данным, в 1698 году, по другим — в конце XVIII века. Деревянная колокольня пристроена в начале XIX века.
После третьего раздела Речи Посполитой (1795) Городище в составе Российской империи, принадлежало Брестскому уезду Гродненской губернии.
В XIX веке имение перешло в собственность Матусевичей. В 1864 году была обновлена и отреставрирована Петропавловская церковь. В 1897 году местечко насчитывало 21 двор и 155 жителей, действовала церковь, приходская школа, магазин, ветряная мельница и кузница.
Согласно Рижскому мирному договору (1921) село вошло в состав межвоенной Польши, где принадлежало Брестскому повету Полесского воеводства. В 1923 году здесь было 21 двор и проживало 94 жителя. С 1939 года в составе БССР.

## Достопримечательности
- Церковь Св. Петра и Павла. Деревянная церковь, памятник деревянного народного зодчества[6]. Включена в Государственный список историко-культурных ценностей Республики Беларусь[7] —  Историко-культурная ценность Республики Беларусь, шифр 113Г000344